# Georges Vajda
Pour les articles homonymes, voir Vajda.
Georges Arié Yehouda Vajda, né à Budapest le 18 novembre 1908 et mort à Paris le 7 octobre 1981, est un historien médiéviste de la pensée juive et islamologue français. Orientaliste arabisant et hébraïsant, il s'est imposé dans l'entre deux guerres comme un spécialiste de la littérature rabbinique dans ses rapports étroits avec la théologie musulmane. Formé à la BNF au métier d'archiviste, il a au sein de l'IRHT et de l'EPHE redonné après guerre son renom international, qu'avait éclipsé l'épisode de Vichy, aux études paléographiques françaises de l'arabe et de l'hébreu médiéval.

## Biographie

### De l'Autriche à la France (1908-1931)
Né sujet austrohongrois, György Vajda, Weisz en yiddish, fait sa scolarité au gymnase. La maturité obtenue, il commence des études supérieures au Séminaire rabbinique de Budapest que dirige Ignaz Goldziher. Il y est formé par le talmudiste Ludwig Blau (de) et par l'orientaliste francophone Bernát Heller (hu).
Il suit également les cours du turcologue Gyula Németh à l'université de Budapest mais se heurte au numérus clausus imposé par le régime autoritaire et antisémite que l'amiral Horthy a commencé de mettre en place neuf ans plus tôt, à l'avènement de la Régence de Hongrie. Il a vingt ans et part poursuivre ses études à Paris Inscrit à la faculté de lettres, il étudie l'histoire juive au Séminaire israélite de France, auprès de Maurice Liber.
Il complète l'étude du grec et du latin, qu'il poursuit en Sorbonne, par celles du turc et du persan, à l'École nationale des langues orientales vivantes. Il suit à l’École pratique des hautes études le cours de civilisation musulmane que donne Maurice Gaudefroy-Demombynes. Il obtient la nationalité française au bout de trois ans, en 1931.

### Orientaliste reconnu (1932-1939)
À partir de 1932, c'est auprès de Louis Massignon, successeur de Maurice Gaudefroy-Demombynes, que Georges Vajda continue sa formation à l’EPHE. Ses connaissances des langues classiques comme des langues orientales lui valent d'entrer en 1933 au comité de rédaction de la Revue des études juives, qui deux ans plus tôt publiait son premier article.
En 1935, il est nommé maître de conférences à l'École pratique des hautes études. En 1936, il est en outre nommé professeur d'études bibliques et de théologie juive dans le même Séminaire israélite de France, poste qu'il occupera jusqu'en 1960, avec interruption pendant l'Occupation.
En 1937, il est appelé au nouvel Institut de recherche et d'histoire des textes par Félix Grat pour y fonder la section des langues orientales. Le projet est soutenu par Jean Perrin, sous secrétaire du ministre de l'Éducation nationale Jean Zay et fondateur du Service central de la recherche scientifique, le futur CNRS. Georges Vajda y est chargé de cours. Sans cesser pour autant d'enseigner ni à l'EPHE ni au SIF, il travaille parallèlement comme archiviste à la Bibliothèque nationale de France.

### Savant caché (1940-1944)
Le 1er novembre 1940, cinq mois et demi après la mort héroïque de Félix Grat, quatre mois et demi après la défaite et l'avènement de Pétain, la section orientale de l'IRHT devient la section arabe. Le changement de titre est une façon de déjudaïser l'institut, du moins en apparence, et ainsi satisfaire le zèle antisémite de la tutelle, le secrétaire d'Etat à l'Instruction publique et à la Jeunesse Georges Ripert. Comme Georges Vajda tombe sous le coup du statut des Juifs, la direction de la section est officiellement attribuée à des « aryens », les professeurs Régis Blachère, Jean Sauvaget et Louis Massignon, son ancien professeur à l'EPHE qui est un proche du Réseau du musée de l'Homme, moyennant quoi il peut officier pendant encore un an et demi. 
Le 7 juin 1942, le port de l'étoile jaune dans les lieux publics est rendu obligatoire en Zone nord pour les citoyens catégorisés « Juifs ». Dès ce mois de juin, Georges Vajda se cache. Il échappe ainsi la rafle du Vel d'hiv et s'enfuit en Zone sud, à Chamalières, ville d'eau qui jouxte Clermont-Ferrand. 
Vraisemblablement orienté par un contact de la Résistance juive, il se réfugie au Chambon-sur-Lignon, où une filière de caches a été mise en place sur ordre du pasteur André Trocmé. Il enseigne le latin et le grec à l'École nouvelle cévenole dès la rentrée 1942.
À partir de novembre 1943, il donne des cours à l'« École des prophètes » que Georges Lévitte ouvre alors dans une aile de la ferme d'Istor, au lieu dit Chaumargeais, pour les Éclaireurs israélites de France et les enfants cachés. Au début de l'année 1944, il y est rejoint par Jacob Gordin, qui lui aussi, mais dans une perspective messianique, deviendra un acteur du « renouveau du judaïsme français ».

### CNRS et EPHE (1945-1979)
À la Libération, Georges Vajda retrouve ses postes à l'IRHT et à la BNF. En 1945, il relance la Revue des études juives en en prenant la direction. Avec ses homologues Marcel Richard (en), à la section hellénique, et Élisabeth Pellegrin, à la section latin médiéval, il réussit, contre l'avis du CNRS dont désormais ils dépendent et qui se méfie des chercheurs qui utilisent leur temps pour promouvoir leurs travaux à travers des livres, à faire de l'Institut de recherche et d'histoire des textes, sous l'étiquette du Centre national de la recherche scientifique, une maison d'édition et ainsi lui donner un renom international. Il contribue de cette façon à l'émergence de ce qui deviendra CNRS Éditions.
En 1954, il est nommé directeur d'études à la Ve section, sciences religieuses, de l'École pratique des hautes études. Il y est titulaire de la chaire des études rabbiniques. Comme aucun successeur à la direction de la section arabe de l'IRHT n'est agréé, il continue de remplir cette fonction bénévolement. Il assume, à la suite de Pierre-Maxime Schuhl puis Edmond-Maurice Lévy, la présidence de la Société des études juives avant de la céder à Israël Salvator Révah (de).
En 1956, il recrute à la section arabe de l'IRHT son élève Colette Sirat, une spécialiste de la paléographie hébraïque. Il redonne ainsi à la section son orientation vers les études hébraïques. Celle ci retrouve alors officiellement, seize ans après l'infamie commise par le régime de Vichy, son nom de section orientale.
En 1970, il devient en outre professeur de littérature juive post-biblique à l'Université Paris III. En 1971, il recrute à l'IRHT son élève Gabrielle Sed-Rajna, qui y initie une section consacrée aux manuscrits enluminés. Il prend sa retraite en 1979 mais ne quitte la direction de la REJ que l'année suivante.

## Œuvre écrit
Georges Vajda a publié quatre cent cinquante sept livres et articles, principalement dans la Revue des études juives, la Revue de l'histoire des religions, la Revue de philologie, la Revue des études latines, Scriptorium, Arabica, Le Moyen Age, auxquels s'ajoutent quelques mil deux cent comptes rendus de lecture.
En privilégiant l'exhumation de textes et leur exégèse plutôt que les hypothèses, il a consacré la plupart de son activité à l'étude transversale du judaïsme médiéval dans ses liens avec l'islam : la philosophie juive, le karaïsme, la kabbale, le Kalâm et la Saadiana. Incontournables sont
- La théologie ascétique de Bahya ibn Paquda, coll. Cahiers de la Société asiatique, 1er série, vol. VII, Imprimerie nationale, Paris, 1947, 154 p.
- Introduction à la pensée juive du Moyen Âge,  coll. Etudes de philosophie médiévale, vol. 35, Vrin, Paris 1947, 244 p.
- Répertoire des catalogues et manuscrits arabes, coll. IRHT, CNRS, Paris, 1949, 47 p.
- Index général des manuscrits arabes musulmans de la Bibliothèque Nationale, coll. IRHT, vol. IV, CNRS, Paris, 1953, 744 p.
- Juda ben Nissim ibn Malka (it), philosophe juif marocain., coll. Hespéris, no XV, Librairie Larose, Paris, 1954, 199 p.
- L'amour de Dieu dans la théologie juive du Moyen Age, coll. Études de philosophie médiévale, no 46, Vrin, Paris, 1957, 310 p.
- Isaac Albalag averroiste juif, traducteur et annotateur d’Al-Ghazâli, coll. Études de philosophie médiévale, Vrin, Paris, 1960, 290 p.  (ISBN 978-2-7116-0717-4).
- « Les lettres et les sons de la langue arabe d'après Abû Hâtim al-Râzî », in Arabica, vol. VIII, p. 113-180, Institut d'études islamiques de l'Université de Paris, Paris, 1961.
- Recherches sur la philosophie et la kabbale dans la pensée juive du Moyen Âge, Mouton & Co., La Haye, 1962, 442 p.
- Le Commentaire ď'Ezra de Gérone sur le "Cantique des Cantiques", coll. Pardès - Études et textes de mystique juive, Aubier Montaigne, Paris, 1970, 180 p.

Deux recueils posthumes ont été publiés.
- G. E. Weil, Mélanges Georges Vajda. Etudes de pensée, de philosophie et de littérature juives et arabes. In memoriam., Gerstenberg (de), Hildesheim, 1982, 855 p. Coll. Massorah de la section biblique et massorétique de l'IRHT. Projet achevé par un des élèves.
- D. Gimaret, M. Hayoun & J. Jolivet, Études de théologie et de philosophie arabo-islamiques à l'époque classique, coll. Collected studies series, no 228, Variorum reprints (en), Londres, 1986, 318 p.  (ISBN 0-86078-176-3) Fac-similés d'articles de Georges Vajda publiés en français de 1937 à 1976 avec un index.

Rééd. préf. J. Jolivet & M. R. Hayoun, Sages et penseurs sépharades de Bagdad à Cordoue, coll. Patrimoines. Judaïsme., Cerf, Paris, 1989, 296 p.  (ISBN 2-204-03111-9).Les mêmes articles enrichis d'un apparat critique.

#### Documents
- Archives George Vajda, coll. Archives privées, no 28, Bibliothèque de l'Alliance israélite universelle, Paris, 8 août 2005, 36 boîtes et 1 caissette de 18 tapuscrits ou imprimés.